# Chavo Classic
Salvador Guerrero III (El Paso, 7 gennaio 1949 – El Paso, 11 febbraio 2017) è stato un wrestler statunitense noto maggiormente per aver combattuto con i ringname Chavo Guerrero, Chavo Guerrero Sr. o Chavo Classic.
È figlio di Salvador "Gory" Guerrero, fratello di Mando, Héctor ed Eddie e padre di Chavo Guerrero Jr..
Ha lottato in numerose federazioni americane come l'Universal Wrestling Federation, l'American Wrestling Association e la World Wrestling Entertainment. In quest'ultima, Guerrero è stato il più anziano detentore del Cruiserweight Championship.
Dopo la sua morte, gli è stato dedicato l'episodio 1×07 "Il primo incontro dal vivo" della nota serie televisiva Glow.

## Carriera
All'inizio della sua carriera, Guerrero fu impegnato in feud contro Roddy Piper in California e con Atsushi Onita in Giappone per molti titoli dei pesi leggeri.
Combatteva di solito in coppia con i suoi fratelli Mando e Héctor. Prima di essere messo sotto contratto con la World Wrestling Entertainment, il momento più alto nella sua carriera lo raggiunse negli anni ottanta, quando lottò nell'American Wrestling Association assieme a Mando in un feud contro Paul Diamond e Pat Tanaka per l'AWA World Tag Team Championship.
Nel 2004 Guerrero cominciò a lavorare per la WWE, unendosi a suo figlio Chavo Jr. in un feud contro suo fratello Eddie. Durante la sua permanenza in WWE, dove combatté con il nome di Chavo Classic, Guerrero ebbe un breve regno da Cruiserweight Champion, che perse contro Rey Mysterio, diventando il più vecchio Cruiserweight Champion della storia. Il 15 giugno 2004 fu licenziato dalla WWE per non aver presenziato ad un house show di SmackDown! svoltosi due giorni prima.

## Morte
L'11 febbraio 2017 Guerrero è deceduto per un cancro al fegato all'età di 68 anni; oggi riposa nel cimitero Mountain View di Williams, Arizona.

## Personaggio

### Mosse finali
- Gory Special
- Moonsault

### Manager
- Baby Doll
- Dark Journey
- Sir Oliver Humperdink

## Titoli e riconoscimenti
- All Japan Pro Wrestling
  - NWA International Junior Heavyweight Championship (1)
- Atlantic Coast Championship Wrestling
  - ACCW Heavyweight Championship (2)
- Championship Wrestling from Florida
  - NWA United States Tag Team Championship (Florida version) (1) – con Hector Guerrero
- Eastern Wrestling Federation
  - EWF Heavyweight Championship (2)
- Empire Wrestling Federation
  - EWF Heavyweight Championship (1)
- Hollywood Heavyweight Wrestling
  - HHW Heavyweight Championship (1)
- International Wrestling Federation
  - IWF Heavyweight Championship (1)
- NWA Hollywood Wrestling
  - NWA Americas Heavyweight Championship (15)
  - NWA Americas Tag Team Championship (11) – con Raul Mata (2), John Tolos (1), Gory Guerrero (1), Butcher Vachon (1), Victor Rivera (1), The Canadian (1), Hector Guerrero (1), El Halcon (1), Black Gordman (1) e Al Madril (1)
  - NWA World Light Heavyweight Championship (2)
- New Japan Pro-Wrestling
  - NWA International Junior Heavyweight Championship (2)
- Pro Wrestling Illustrated
  - 130º tra i 500 migliori wrestler singoli nella "PWI Years" (2003)
- Southwest Championship Wrestling / Texas All-Star Wrestling
  - SCW Southwest Junior Heavyweight Championship (1)
  - SCW World Tag Team Championship (1) – con Manny Fernandez
  - TASW Heavyweight Championship (1)
  - TASW Texas Tag Team Championship (2) – con Al Madril (1) e sé stesso (1)
  - Texas All-Star USA Heavyweight Championship (1)
- Vendetta Pro Wrestling
  - Vendetty Award—2014 Co-Special Guest star of the Year – con Chavo Guerrero Jr. e The Godfather
- World Wrestling Association
  - WWA Trios Championship (1) – con Eddy Guerrero e Mando Guerrero
- World Wrestling Entertainment
  - WWE Cruiserweight Championship (1)
- Wrestling Observer Newsletter
  - Best Wrestling Maneuver (1986) Moonsault block